# Rußspecht
Der Rußspecht (Leuconotopicus fumigatus, Syn.: Dryobates fumigatus) ist eine mittelgroße Vogelart aus der Familie der Spechte (Picidae), Unterfamilie der Echten Spechte.
Die Art wurde früher in die Gattung Veniliornis platziert, dann in die Gattung Picoides.
Der Specht kommt in Zentralamerika und in den Anden vor in Argentinien, Ecuador, Kolumbien, Mexiko, Panama, Peru und Venezuela.
Der Lebensraum umfasst eine Vielfalt unterschiedlicher Lebensräume: feuchte Wälder, Nebelwald, trockenen Bergwald, Eichenwald in Mexiko, Waldränder, Lichtungen oder Kaffeeplantagen vom Meeresspiegel bis 1500 m in Mexiko, in den Anden meist zwischen 1000 und 1800, in Peru bis mindestens 4000 m Höhe.
Die Art ist Standvogel.
Das Artepitheton kommt von lateinisch fumus ‚Rauch‘.

## Aussehen
Der Vogel ist 16 bis 19 cm groß und wiegt zwischen 31 und 50 g. Er ist der einzige gleichmäßig braune Specht und ähnelt dem Blutbürzelspecht (Veniliornis kirkii), ist aber an der Unterseite ungebändert und hat kein Rot am Rumpf.
Das Männchen ist dunkelrot am Kopf von der Stirn bis zum Nacken, an Stirn und Scheitel sind die Federn an der Basis dunkel. Der übrige Kopf ist olivbraun mit blasseren Ohrdecken, hellen Zügeln und dunklem, nach oben hell abgesetztem Malarstreif. Die Oberseite ist olivbraun, am Mantel etwas gelb-orange überhaucht, die Schwanzdecken sind dunkler mattbraun. Auch die Flügel sind dunkelbraun, an den Flügeldecken leicht grünlich, gerne auch mit etwas rötlichen Rändern. Die Unterseite ist gleichmäßig olivbraun und nicht oder nur angedeutet dunkler gebändert. Die Flügelunterseiten sind weißlich und braun gebändert. Der ziemlich lange Schnabel ist grau, an der Basis schwärzlich, der Unterschnabel ist heller. Das Auge ist dunkelbraun bis rotbraun mit hellem Augenring und langem hellen Überaugenstreif. Die Füße sind grau.
Das Weibchen ist ganz ohne Rot, Jungvögel sind matter gefärbt, ansonsten den Erwachsenen ähnlich.
Die Unterarten unterscheiden sich hauptsächlich durch die Färbung und Flügellänge.

## Geografische Variation
Es werden folgende Unterarten anerkannt:
- L. f. oleagineus (Reichenbach, 1854), – Südwesten und Osten Mexikos
- L. f. sanguinolentus (P. L. Sclater, 1859), – Südmexiko bis Westpanama
- L. f. reichenbachi (Cabanis & Heine, 1863), – Nordvenezuela
- L. f. fumigatus (d'Orbigny, 1840), Nominatform, – Nordkolumbien und Nordwestvenezuela bis Nordwestargentinien
- L. f. obscuratus (Chapman, 1927), – Nordwestecuador und Nordwestperu

## Stimme
Der Ruf wird als scharfes „peek“, schnurrendes „duwee-duwee-duwee“ oder als aufgeregt schnatternde Lautfolge über 2 bis 5 Sekunden beschrieben. Die Art trommelt in sehr schnellen, langgezogenen Trommelwirbeln.

## Lebensweise
Die Nahrung besteht aus kleinen holzbohrenden Käfern und deren Larven, aber auch aus Früchten, die alleine, paarweise, in Familiengruppen, aber auch gerne in gemischten Jagdgemeinschaften gesucht werden.
Die Brutzeit liegt zwischen Februar und Juni in Zentralamerika, zwischen Februar und März in Nordvenezuela und zwischen Oktober und April in Kolumbien. Die Nisthöhe wird von beiden Elternvögeln gegraben in 1 bis 8 m Höhe in Totholz. Das Gelege besteht aus 4 Eiern.

## Gefährdungssituation
Die Art gilt als nicht gefährdet (Least Concern).